# 烈面镇
烈面镇是中国四川省武胜县下辖镇，位于武胜县西北部，面积43平方公里，人口4.8万(2006年)，四川省百个重点建设小城镇之一。镇人民政府驻烈面溪，距县城24公里。因场镇东濒嘉陵江，南临小溪，危岩陡绝，面溪修建一列小街，明故称列面溪。镇内汉初村胡家坝有古汉初县城遗址，汉初县为武胜始建县。2019年12月，撤销八一乡，将所属行政区域划归烈面镇管辖。

## 历史沿革
清为仁化里烈面溪；民国设烈面乡；中华人民共和国后为烈面区公所驻地；1952年4月分烈面乡场镇部分新置烈面镇；1956年2月撤镇并入烈面乡；1985年4月又撤烈面乡建镇；后西关乡并入烈面镇。

## 地理
烈面地处嘉陵江下游，武胜南充交界处，东临岳池县嘉陵、石鼓、镇裕，南、西与本县金光、金牛、胜利、赛马、八一，北与南充市嘉陵区临江等乡镇接壤。
烈面镇在武胜县是仅次于县城沿口镇的第二大城镇，城镇面积3平方公里，常住人口1.9万。

## 行政区划
全镇辖23个村，4个居民委员会。
中山街社区、烈渝路社区、东关社区、新烈社区、狮子桥村、望水垭村、高梯村、高原村、大渔塘村、大冲坳村、顺天寨村、双碑桥村、和平村、红花坝村、白鹤山村、玉屏村、沿江村、二龙宝村、高峰村、白云村、塘龙山村、窑罐村、花岩洞村、楼房沟村、江陵村、汉初村和石龙滩村。

## 经济
与武胜大多数乡镇一样，烈面经济以农业为主，因地处交通要道，亦是武胜著名的物资集散中心。2006年，GDP实现2.085亿元，镇财政收入994万元。
敖氏皮蛋为烈面特产。

## 卫生交通
- 卫生:武胜县第二人民医院，有130张床位，具有二甲资格。

 212国道穿境而过，建有长途汽车站和长达100米可容上百吨船只自由进出的太极湖码头。

## 教育
烈面中学、烈面初中、西关初中、烈面小学、高原小学、西关小学、江陵小学、村小22所。

## 旅游景点
- 东西关电站
- 太极湖
- 烈面镇新烈街社区居民委员会下辖狮子桥10社
- 石公石母